# Oliver Lyttelton
Oliver Lyttelton, 1. wicehrabia Chandos KG, DSO (ur. 15 marca 1893, zm. 21 stycznia 1972) –  brytyjski polityk, członek Partii Konserwatywnej, minister w rządach Winstona Churchilla.

## Życiorys
Był synem konserwatywnego polityka Alfreda Lytteltona i krewnym premiera Williama Ewarta Gladstone’a. Wykształcenie odebrał w Eton College oraz w Trinity College na Uniwersytecie Cambridge. Podczas I wojny światowej służył w szeregach Grenadier Guards, został odznaczony Distinguished Service Order w 1916 i Military Cross w 1918. Po wojnie był dyrektorem zarządzającym British Metal Corporation Ltd, a później prezesem Associated Electrical Industries.
W 1940 r. został wybrany do Izby Gmin w wyborach uzupełniających w okręgu Aldershot. Wkrótce objął stanowisko przewodniczącego Zarządu Handlu. W latach 1941–1942 był ministrem-rezydentem na Bliskim Wschodzie. W latach 1942–1945 był ministrem produkcji. W 1945 r. na krótko ponownie stanął na czele Zarządu Handlu. Po powrocie konserwatystów do władzy w 1951 r. objął tekę ministra kolonii. Stanowisko to sprawował do 1954 r. W tym samym roku otrzymał tytuł 1. wicehrabiego Chandos i zasiadł w Izbie Lordów.
Po zakończeniu kariery politycznej lord Chandos powrócił do pracy w Associated Electrical Industries. W latach 1962–1971 był pierwszym prezesem National Theatre Board. Na jego cześć nazwane zostało jedno z audytoriów Royal National Theatre – Lyttelton Theatre.
Zmarł w 1972 r. Tytuł wicehrabiego odziedziczył jego najstarszy syn.

## Życie prywatne
30 stycznia 1920 r. poślubił lady Moirę Godolphin Osborne (1892–1976), córkę George’a Osborne’a, 10. księcia Leeds, i lady Katherine Lambton, córki 2. hrabiego Durham. Oliver i Moira mieli razem trzech synów i córkę:
- Anthony Alfred Lyttelton ([1920–1980), 2. wicehrabia Chandos
- Rosemary Lyttelton ([1922–2003), żona Anthony’ego Chaplina, 3. wicehrabiego Chaplin, miała dzieci
- Julian Lyttelton (1923–1944), zginął podczas II wojny światowej
- Nicholas Adrian Oliver Lyttelton (ur. 1937], ożenił się z Margaret Hobson, ma dzieci